# Віта (Київ)
Віта — історична місцевість на території Голосіївського району міста Києва. Віта (Володарка, Віта-Литовська — за Д. П. де ля Флізом) і Л. Похилевичем) — та Жуків острів) розташовується між Дніпром, Корчуватим, Пироговим, вулицею Пирогівський Шлях, Конча-Заспою, островами Козачий та Водників.
Поселення відомі тут з часів неоліта (VI—III тис. років до н. e.). Назва місцевості походить від однойменної річки — Віта, (нинішня її протяжність — 12 км) з численними струмками. «Віта» — це і звивистий, гнучкий, сплетений з багатьох пасом рельєф берегів річки, і «витання» — енергетичні особливості тутешніх річки і струмків, які її живлять. Існує також версія, що назва «Віта» позначало південний оборонний кордон Києва, оскільки давньослов'янське слово «віта» означає «башта». Володаркою цю місцевість прозвали чи то тому, що Віта безроздільно панувала на місцевих теренах, чи то щоб підкреслити «не нічийність» земельних угідь вздовж річки Віта, застовплених Видубицьким монастирем найпізніше в XVI столітті.